# Прелуч (Селаж)
Прелуч (рум. Preluci) — село у повіті Селаж в Румунії. Входить до складу комуни Лозна.
Село розташоване на відстані 378 км на північний захід від Бухареста, 34 км на північний схід від Залеу, 60 км на північ від Клуж-Напоки.

## Населення
За даними перепису населення 2002 року у селі проживали 224 особи, з них 221 особа (98,7%) румунів. Усі жителі села рідною мовою назвали румунську.